# Elmshorner Denkmäler

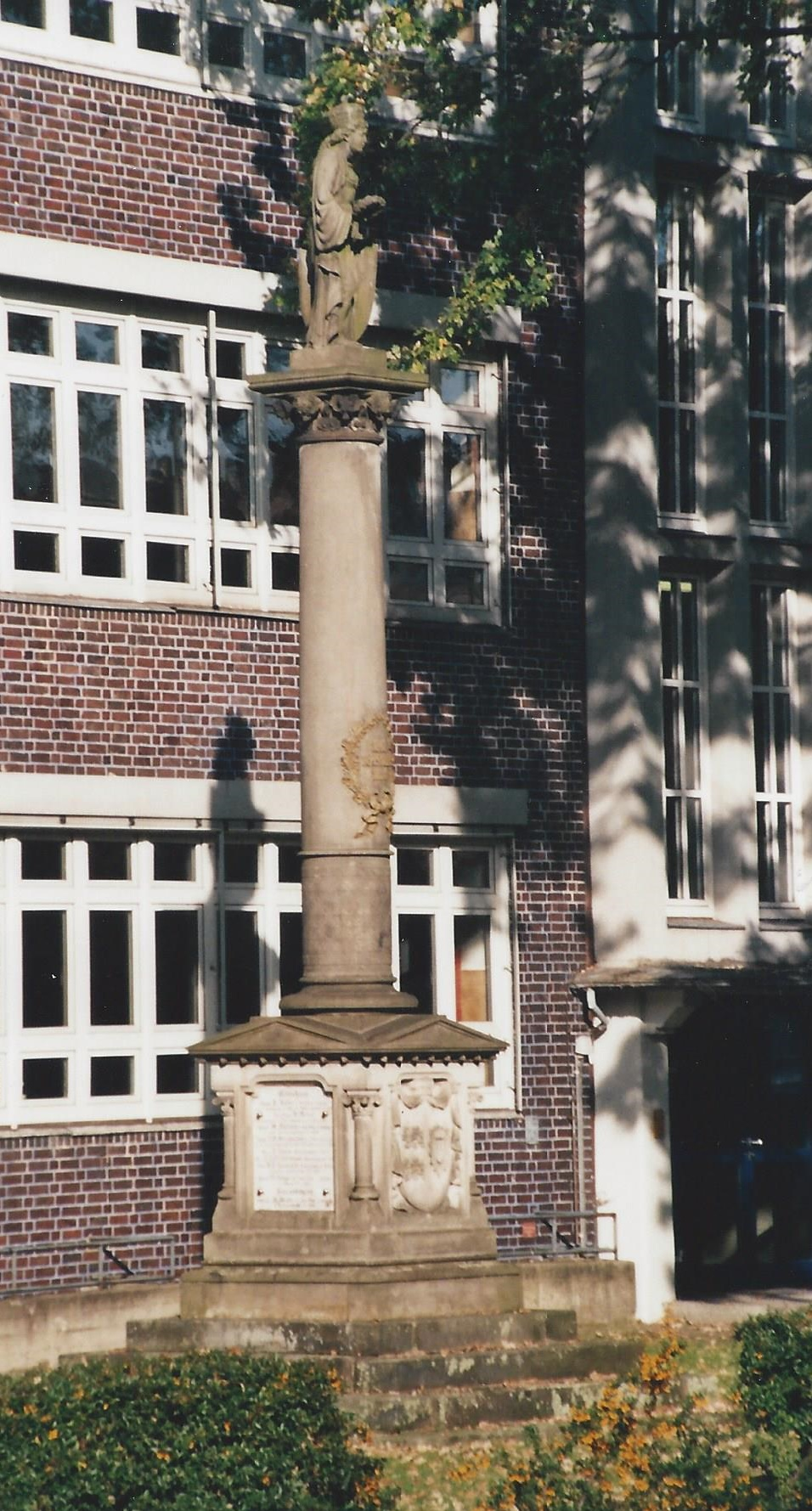
Schleswig-Holsteinische Erhebung (1848–1851)

Die Elmshorner Denkmäler erinnern an wichtige Ereignisse in der Geschichte Elmshorns und Schleswig-Holsteins.

## Erinnerungen
Neben dem Obelisk auf dem Propstenfeld (zum Gedenken an den Deutsch-Französischen Krieg 1870/71), der Gedenksäule vor der Realschule am Propstenfeld für die Schleswig-Holsteinische Erhebung, dem Obelisken für den Generalfeldmarschall Moltke auf dem Moltkeplatz, dem Denkmal für die deutschen Kriegsgefangenen (ebenfalls vor der oben genannten Realschule), der stilisierten Berliner Mauer in der Schulstraße (zum Gedenken an den Volksaufstand in der DDR vom 17. Juni 1953 sowie lange Jahre auch an die verlorenen Ostgebiete), dem Gedenkstein „Ostland – Heimatland“ in der Gerberstraße (ebenfalls zur Erinnerung an die ehemaligen deutschen Ostgebiete) sowie dem dazugehörigen Wegweiser beim ZOB (zu den Städten des verlorenen Ostens), dem 1898 zum 50. Jahrestag der Erhebung Schleswig-Holsteins gesetzten Gedenkstein (ebenfalls Schulstraße) sowie den beiden Denkmalen für die Gefallenen des Ersten und Zweiten Weltkrieges auf dem kirchlichen Friedhof in der Friedensallee sind insbesondere hervorzuheben: der Gedenkstein für die Opfer des nationalsozialistischen Regimes (am Rathaus/Schulstraße) und der Gedenkstein am ehemaligen Standort der Synagoge (Flamweg) für die Opfer des Holocaust und der Reichspogromnacht am 9. November 1938. Im gleichen Kontext wichtig für die geschichtliche Erinnerung ist auch die renovierte Trauerhalle (fälschlicherweise „jüdische Kapelle“ genannt) auf dem jüdischen Friedhof in der Feldstraße. Die rührige Museumsgruppe des Industriemuseums erstellte zehn Texte zu den Themen Zwangsarbeit, Verfolgung und Widerstand gegen den Nationalsozialismus, die auf blauen Informationstafeln in der Stadt Elmshorn aufgestellt worden sind.
An das historisch jüngste tiefgreifende Ereignis in Elmshorn wird an verschiedenen Stellen der Innenstadt durch Fototafeln erinnert: die Sturmflut von 1962. Große Teile der Stadt standen damals unter Wasser und ein für die damalige Zeit astronomisch hoher Sachschaden von vielen Mill. DM waren ihre Folgen. Einen Eindruck vom Wasserstand vermitteln nicht nur die Fototafeln, sondern auch eine metallene Gedenkplatte, die an einem Haus der Straße Vormstegen angebracht wurde.
Dem verdienstvollen Elmshorner Bürger Matthias Kruse, der maßgeblich an der Gründung und Schaffung des Stadtparks beteiligt war, wurde ein Gedenkstein mitten in diesem Park gesetzt. An die Städtepartnerschaft Elmshorn – Tarascon (Frankreich) erinnert eine eingemeißelte Inschrift auf einem Findling (eiszeitlicher Moränenstein) im Steindammpark. Auf dem Holstenplatz steht ein Gedenkstein mit der Inschrift „1844“, der an die Eröffnung des Bahnhofs Elmshorn erinnern soll, welcher einer der ersten in Deutschland war. Schräg gegenüber befand sich ein 2008 abgerissener Brunnen, der in stilisierter Form den Bug des Elmshorner Walfängers „Flora“ mit einer Galionsfigur der namensgebenden römischen Göttin darstellte. Diese von Wilhelm Petersen geschaffene Bronze-Plastik „Flora“ ist nun mit Blick zur Krückau in die rückwärtige Fassade der Volksbank-Zentrale in der Königstraße integriert.

## Bilder

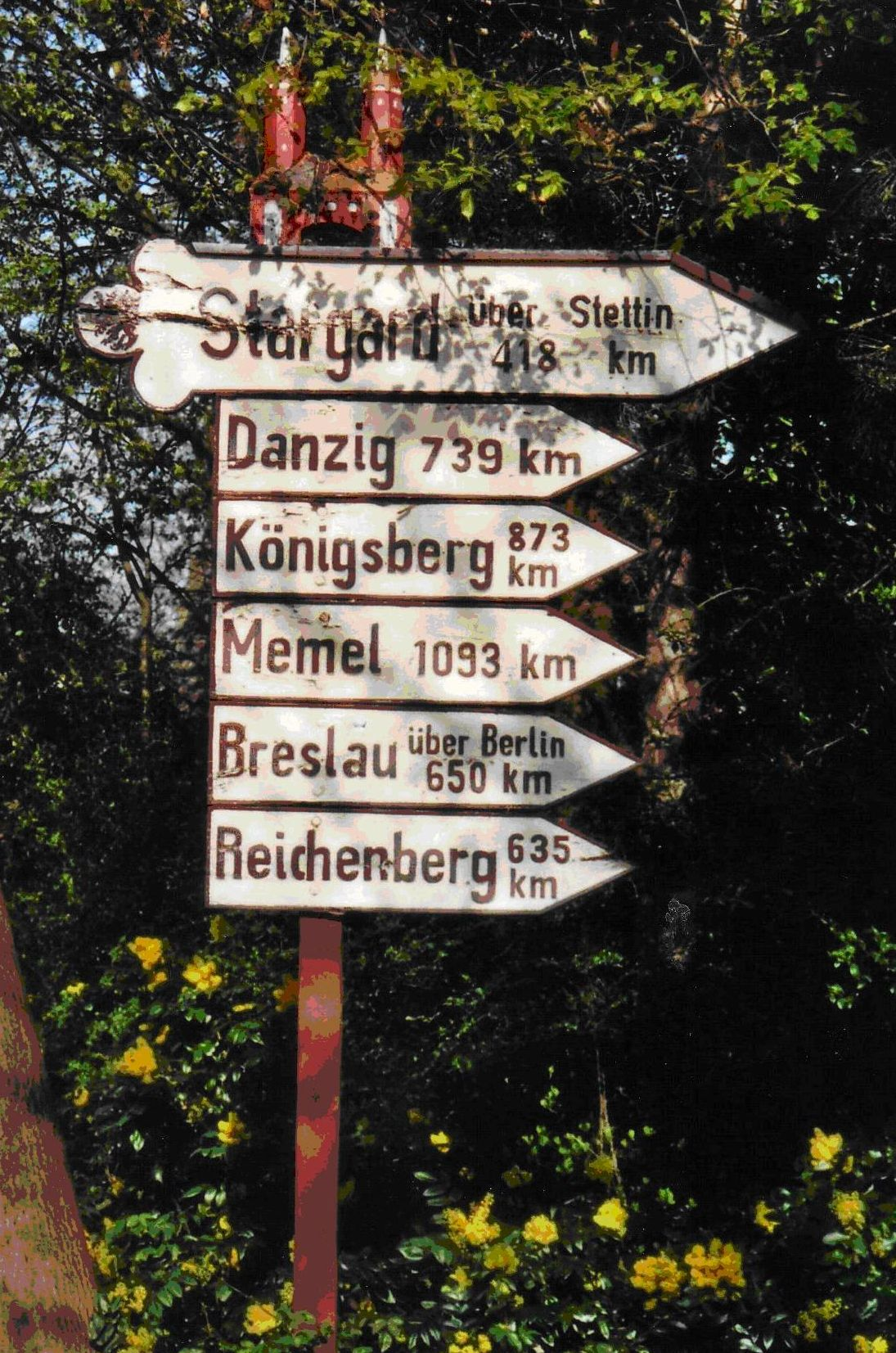
Erinnerung an die ehemaligen deutschen Ostgebiete
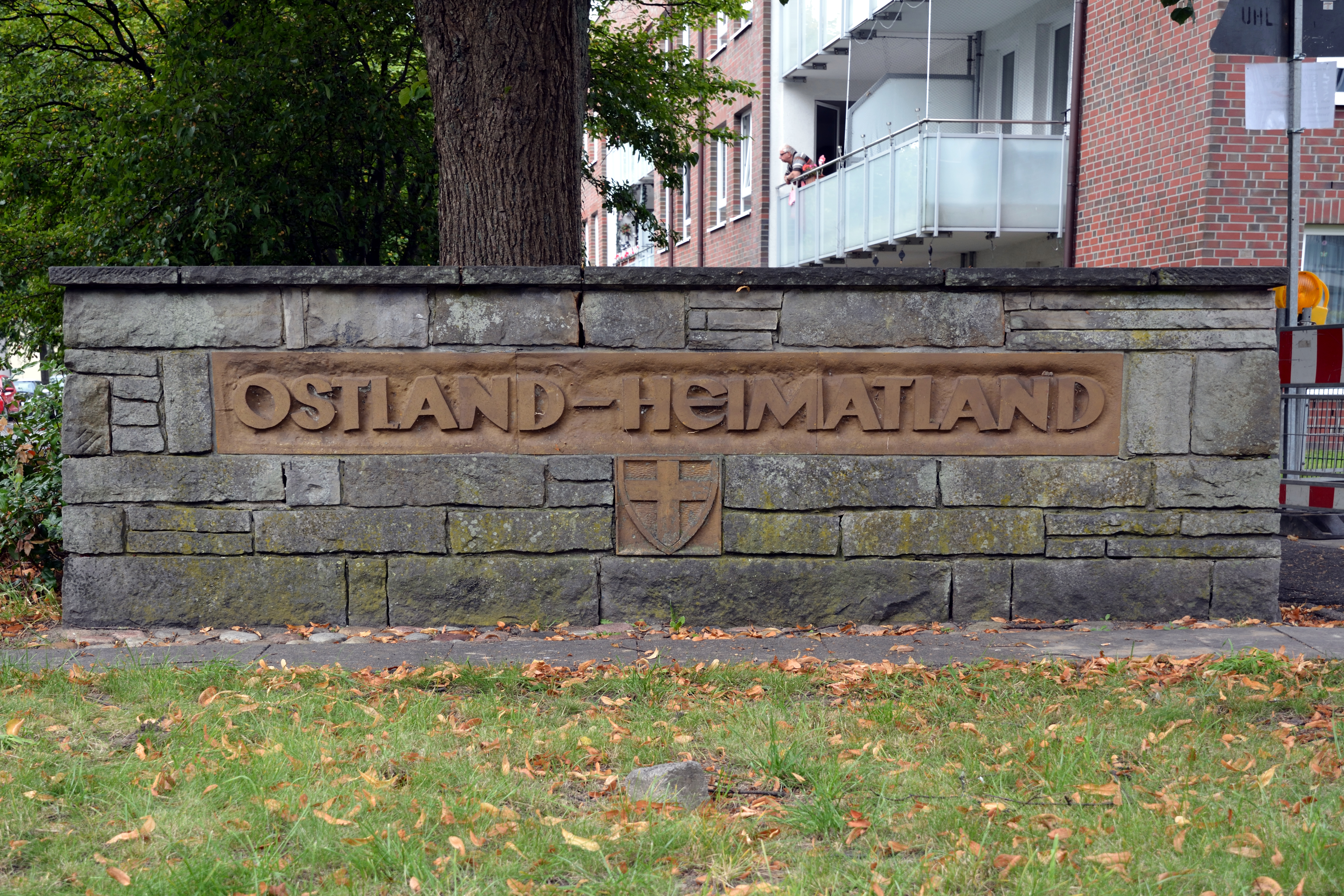
Vertriebenendenkmal
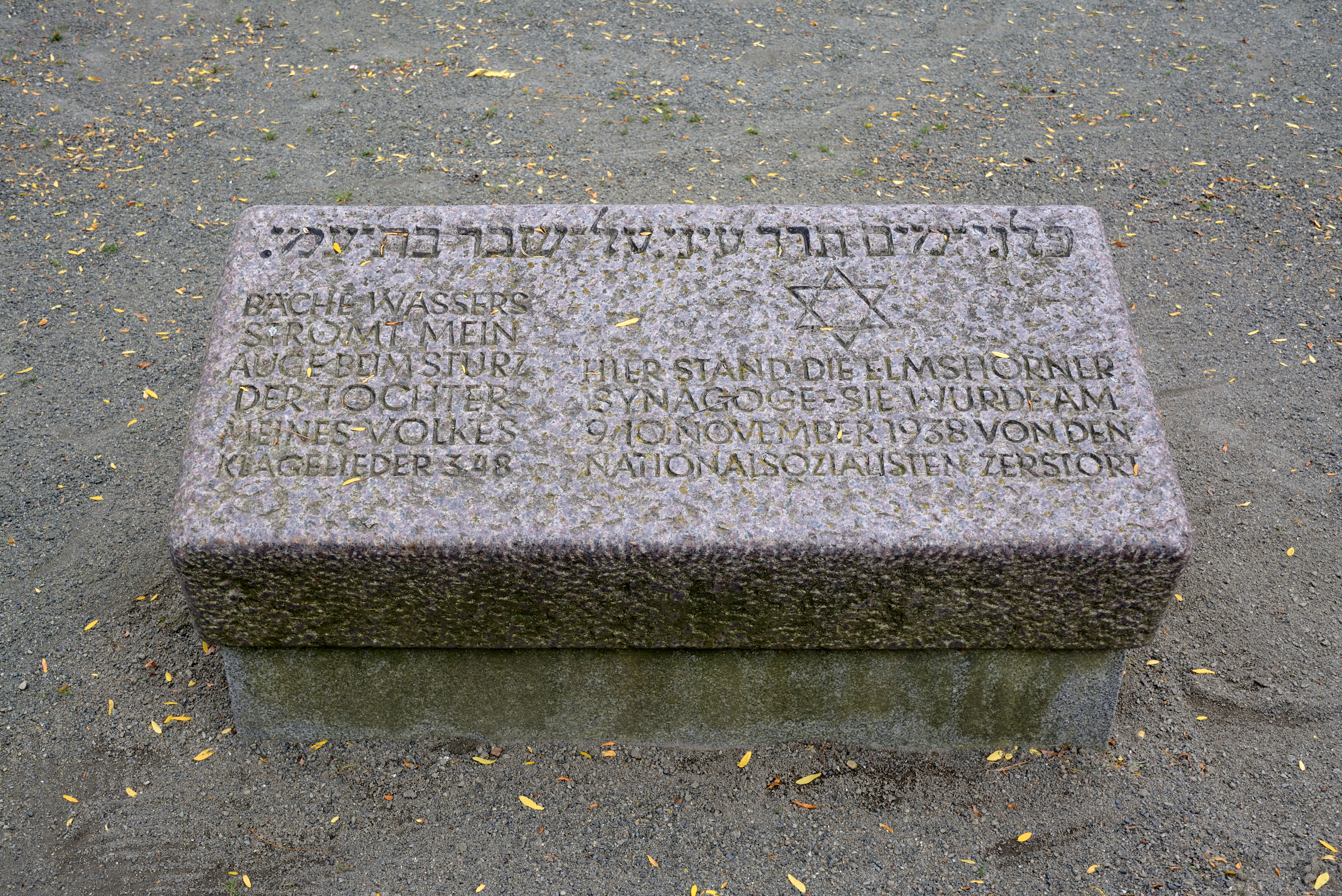
Gedenkstein für die Synagoge
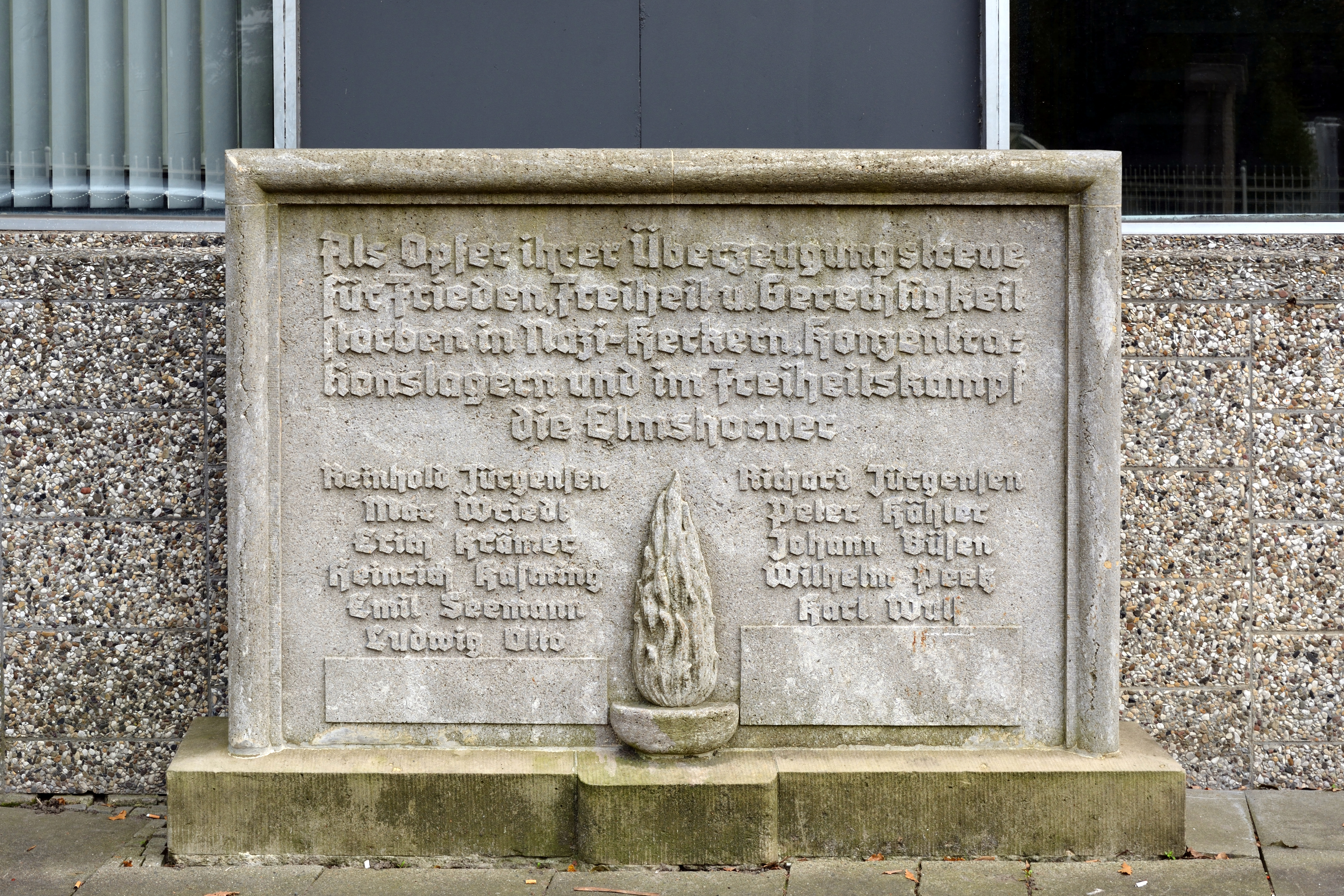
Gedenkstein für die Elmshorner Verfolgten des Naziregimes
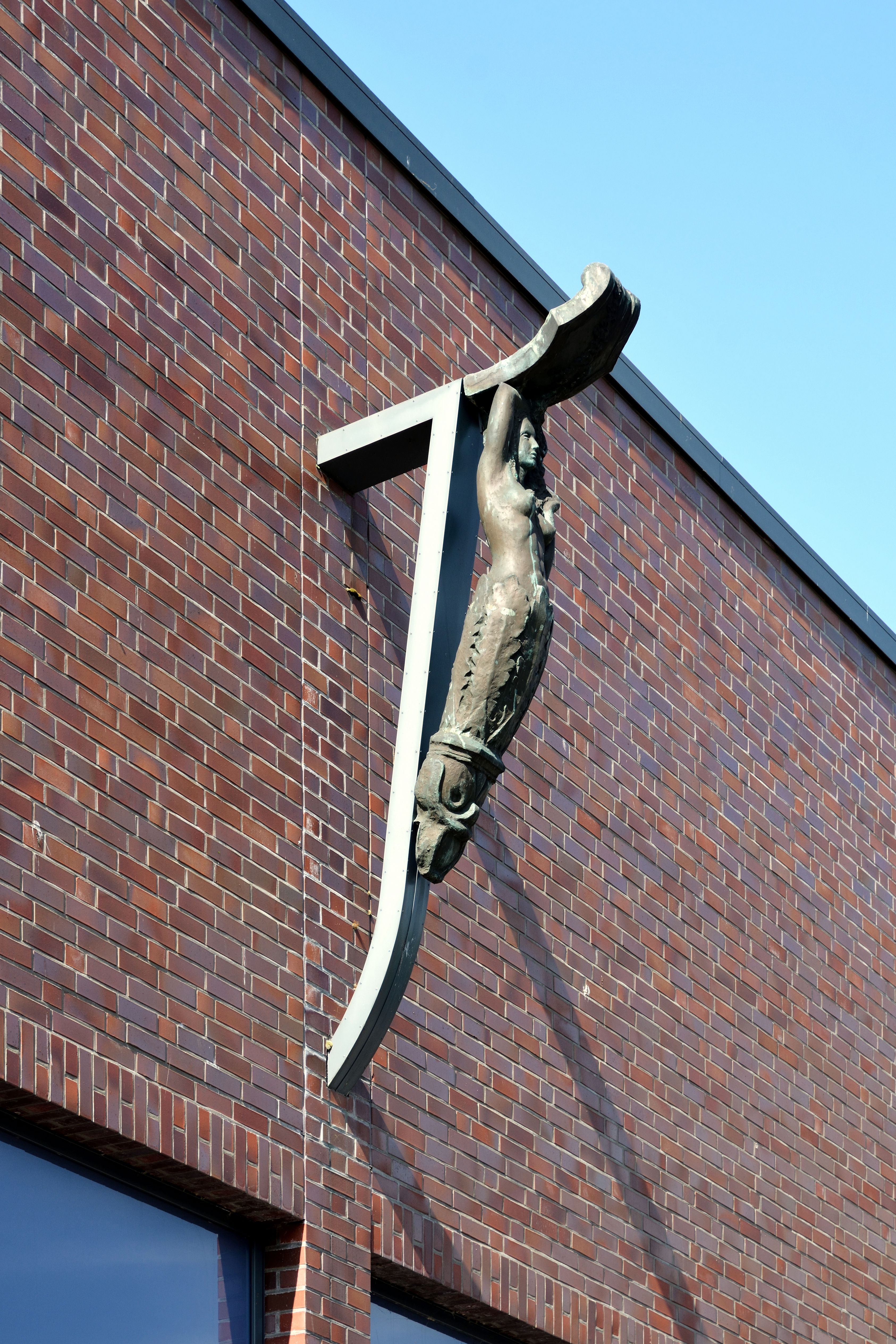
Die „Flora“ an der Volksbank